# Supé
Supé kallas en måltid som serveras klockan 20 eller senare. Vanligen består den av tillagad mat, av enklare beskaffenhet men ofta lite elegantare serverad än middagen.